# Бен-10 против Вселенной: Фильм
«Бен 10 против Вселенной: Фильм» (англ. Ben 10 Versus the Universe: The Movie) — американский анимационный телевизионный фильм 2020 года, основанный на сериале 2016 года Бен 10, который является перезапуском одноименного телесериала 2005 года, созданного Man Of Action. Режиссер Энрике Жардим и Джон Макинтайр, сценарий Бенджамина Лейна, Челси Макаларни, Джонни Ву, Андре Ламильза, Джон Мартинес, Джош Ким, Сара Визель, Бенджамин П. Каров и Келли Тернбулл в главных ролях: Тара Стронг, Монтсеррат Эрнандес, Дэвид Кэй, Джон Ди Маджио и Грег Сайпс. В этом фильме Бен будет путешествовать по космосу, чтобы остановить новую угрозу, которая может привести Землю к полному разрушению.
Cartoon Network официально анонсировала новый фильм о Бен 10 в феврале 2020 года. Первый трейлер фильма был показан 23 июля 2020 года на Comic-Con в Сан-Диего дома, заменив версию 2020 года, которая была отменена из-за COVID-19 пандемии. Премьера фильма состоялась 10 октября 2020 года в сети Cartoon Network.

## Сюжет
После того, как Бен Теннисон сорвал план Стим Смайта по разрушению телефонной индустрии, ему кажется, что все, что он делает, повторяется, и он чувствует, что некому бросить ему вызов. Когда его двоюродная сестра Гвен и дедушка Макс начинают поощрять Бена не терять бдительность при появлении новых угроз, им внезапно звонит их друг Фил, и они быстро едут к нему домой. Добравшись до своего дома и войдя в свою секретную лабораторию в своем гараже, Фил показывает им метеор, летящий к Земле и угрожающий уничтожить все живое на планете. Не имея других вариантов, Бен решает уничтожить метеор с помощью одного из своих пришельцев, но прежде чем он сможет это сделать, Фил говорит Бену, что его ключ, который использовался для разблокировки его доспехов «Омни-Кикс», на самом деле был перевернут, и превращение его в надлежащий замок может разблокировать другие секретные обновления Омнитрикса. Поместив ключ обратно на место с Омнитриксом и выполнив пару космических испытаний, Бен готов полететь в космос и уничтожить метеор. По дороге Бен превращается в Джетрея, но не раньше, чем дважды провернул свой Омнитрикс и дал ему новый апгрейд и костюм под названием «Омнинаутная броня».
После успешного использования нового обновления Бен улетает в открытый космос, в то время как Гвен, дедушка Макс и Фил следят за Беном, одновременно чувствуя тошноту, когда он пытается остановить метеор. Когда Бен достигает метеора, он внезапно меняет направление и летит в портал в другую галактику, в то время как метеор продолжает двигаться к Земле. Когда Теннисон и Фил стонут по поводу исчезновения Бена, метеорит приземлился, но на самом деле оказывается, что это заклятый враг Бена, Вилгакс, который сбежал из своего заточения в Нулевой Бездне в финале 2 сезона и хочет отомстить Земле и Бену Теннисону. Выйдя из портала, Бен оказывается застрявшим в космосе, и когда он истекает, его Омнитрикс дает ему скафандр, чтобы помочь ему выжить в глубинах космоса, а также его похищают инкурсиане, которых они считают Вилгаксом.
Бен пытается сбежать, используя Омни-Наут Хумунгозавр, но он теряет время, и инкурсиане одолевают его и приводят его к Великому магистрату, чтобы предстать перед судом против всей вселенной. Тем временем на Земле Теннисоны и Фил пытаются найти энергетическую подпись Бена в Омнитриксе, но вместо этого они находят соперника Бена Кевина, который прячется в пещере, в то время как его Антитрикс неисправен, точно так же, как Омнитрикс Бена в финале 1 сезона. Убедив Кевина, что они могут помочь ему восстановить его Антитрикс, он соглашается защитить мир в отсутствие Бена. После того, как они начали уходить, полиция узнала о прохожем из соседнего города, но позже выяснилось, что это Вилгакс, который ищет что-то, что принадлежит ему, и уничтожает все, что встречается на его пути. Однако в космосе
Когда Бен пытается найти выход из Нулевой Бездны, он вскоре встречает криминальных инопланетян, которые застряли в Нулевой Бездне, пытаясь захватить Омнитрикс Бена после того, как они услышали слухи об устройстве и Бене, сказанном Вилгаксом, когда он гнил в Нуль Пустота. Когда инопланетяне готовятся атаковать его, их внезапно останавливает Азмут, Гальвин и создатель Омнитрикса. После того, как инопланетяне собрались, Бен пытается сразиться с ним, думая, что он работает на Вилгакса, но Азмут телепатически забирает Омнитрикса у Бена, и он случайно говорит ему, что знает Вилгакса. Позже Бен убеждает Азмута рассказать ему все, что он знает о Вилгаксе, после того, как он продолжает спрашивать его, на что Азмут согласился, чтобы он замолчал. Он говорит Бену, что когда он был молодым изобретателем, его не волновали последствия своих решений или изобретений, которые он сделал. Он тайно создавал Омнитрикс, устройство, которое изменяет генетическую информацию человека, что позволило бы владельцу почувствовать себя в обуви этого вида и использовать ее как символ мира во Вселенной. Позже он встретил молодого Вилгакса, который хотел узнать больше о его работе, поэтому Азмут решил научить его в качестве ученика изучать возможности науки. Но Вилгакс стал жаждать силы и хотел использовать силу Омнитрикса для управления вселенной, поэтому в отчаянии Азмут использовал силу Омнитрикса, чтобы поймать половину ДНК Вилгакса, чтобы спасти вселенную, но отправил себя в добровольное изгнание в Нулевую Пустоту из-за вины за преступления Вилгакса.
Закончив свой рассказ, Бен пытается убедить Азмута вернуть ему Омнитрикса, чтобы он мог спасти свою планету, но Азмут по-прежнему отказывается сделать это, пока Бен не говорит ему, что он готов спасти свою планету даже без Омнитрикса. Эта речь немного заинтересовала Азмута, и он соглашается вернуть его ему, если сначала пройдет одно испытание, которое Бен принимает. Тем временем на Землю прибыл Вилгакс, чтобы забрать Антитрикс, который Кевин сделал во сне, и использовать его, чтобы завершить устройство. Когда Вилгакс требует, чтобы Кевин дал ему Антитрикс, он отказывается, и между ними начинается драка. Сначала Кевин побеждает, но позже проигрывает свои часы Вилгаксу, и он использует их, чтобы стать гибридом всех пришельцев Кевина, известных как Анти Вилгакс. Когда Теннисоны и Фил пытаются сбежать с Кевином без сознания, Позже их останавливает Вилгакс, и он пытается убить их, но не раньше, чем Кевин просыпается и пытается использовать Глюк, чтобы остановить его, но когда это не удается, Глюк превращается в доспехи для Кевина, чтобы сражаться, пока Вилгакс, который вырос утомленный битвой, использует свою ДНК гальванического мехаморфа, чтобы терраформировать Землю в «планету Вилгакс». Тем временем в Нулевой Пустоте Азмут раскрывает свое испытание Бену, он должен пройти через область с ловушками, прежде чем таймер на его Омнитрисе сработает. После многочисленных попыток пройти неудачно, Бен начинает терять надежду, пока не просит у Азмута намек или совет, который Азмут дает Бену, чтобы все было интересно. Он говорит Бену, что все его обычные уловки с Омнитриксом не позволяют ему раскрыть его истинный потенциал. После того, как Бен пытается выяснить, в чем суть умысла Азмута, один из инопланетных преступников пытается напасть на него и забрать часы себе. Пока они сражаются, открывается трещина, и она начинает засасывать одного из преступников, в то время как другой преступник бросает своего товарища.
Когда Бен видит, что у него проблемы, он пытается использовать свои часы, чтобы спасти его, но ни один из его инопланетян не может спасти его, пока он не выяснит, как отключить стручки ДНК в Омнитриксе и не превратится в слизистого инопланетянина по прозвищу Гуп. Бен использует Гуп, чтобы спасти инопланетянина, но не может закончить испытание. Тем временем на Земле Вилгакс продолжает терраформировать Землю, в то время как Кевин безуспешно пытается победить Вилгакса. В Null Void Бен сожалеет о том, что не прошел испытание, но Азмут дает Бену больше времени, увидев, как он героически спасает инопланетного преступника из портала. Восстановив уверенность в себе, Бен пытается найти выход, но у Азмута уже есть выход для него, он показывает Бену портальное устройство, которое открывает путь, Бен может сбежать, но он слишком мал, поэтому Бен использует Омни-Naut Shock Rock зарядить и вернуться домой. Прежде чем он уйдет, он спрашивает Азмута, почему он вообще не избежал Нулевой Пустоты, на что тот отвечает, говоря, что он считает, что заслуживает быть здесь за то, что он сделал, но Бен говорит ему, что люди могут измениться, и он сбегает из Нулевой Пустоты. После успешного побега из Нулевой Бездны он видит, что флагман Инкурсиан готовится войти в Нулевую Бездну, поэтому Бен помогает безопасно добраться до их флагмана, но теряет сознание после того, как использует слишком много своей силы. Позже он просыпается на Флагмане, где инкурсиане говорят Бену, что они спасли его, когда узнают, что он не Вилгакс, и спасли их корабль, чего Вилгакс никогда не сделает. Великий магистрат благодарит Бена за его героизм и пытается помочь Бену вернуться домой, используя свой флагман, но двигатели были сбиты, когда они пытались сбежать из Нулевой Пустоты. Но сначала они пытаются найти Тетракс, кто собирается сбежать. Бен захватывает его, но отпускает на том основании, что его нанял Азут.
Вернувшись на Землю, Бен обнаруживает, что Вилгакс и Кевин сражаются, и помогает Кевину отбиваться от Вилгакса с помощью Омни-Кикс Четыре Руки. Но многие силы Вилгакса позволяют ему убить Бена и Кевина и уничтожить Глитча. Выведя их из строя, он крадет Ключ Омни-Кикс и помещает его в Антитрикс, Кевин удаляет Антитрикс, но Вилгакс уже превратил себя в космическую сущность по имени Чужой V. Пока Бен и Кевин пытаются победить сверхмощного Чужой V, его сверхзарядные способности делают его слишком мощным для них, и Кевин нокаутирует. Бен снова начинает терять веру до тех пор, пока Азмут, сбежавший из Нулевой Бездны, не вызывает его с помощью Омнитрикса и напоминает Бену о том, что он узнал во время своего испытания в Нулевой Бездне, с восстановленной верой Бен не добавляет нового инопланетянина в свой арсенал, гигантский инопланетянин, получивший название Way Big. После напряженного боя Бен побеждает Вилгакса. Прибывают Азмут и инкурсианцы, Азмут забирает Омнитрикса у Бена, чтобы использовать его функцию восстановления ДНК, чтобы вернуть Вилгаксу его нормальную сущность, и возвращает его Бену, прося его сохранить его для него, и инкурсианцы берут Вилгакса под стражу. Семья пытается найти Кевина, который пропал без вести после боя, в то время как Фил восстанавливает останки Глитча в надежде восстановить его, и семья отправляется в Небраску на очередной отпуск.

## Кино показ
Несмотря на то что данный фильм изначально является тв фильмом,Бен 10 против вселенной был официально показан в кино в Объединенных Арабских Эмиратах.Фильм в прокате собрал $50,743.Следует отметить что это не первый раз когда франшиза Бен 10 попала на большие экраны.Фильм Бен 10 Инопланетный Рой имел ограниченный кино прокат в Австралии

## Производство
19 февраля 2020 года Cartoon Network официально объявила о начале производства нового фильма о Бен 10.